# Звинувачення жертви
Звинувачення жертви (англ. Victim blaming) відбувається, коли на жертву (жертв) злочину, нещасного випадку або будь-якого виду насильства покладається повна або часткова відповідальність за вчинене щодо них порушення або нещастя, що з ними відбулося. Як правило, звинувачення жертви приймає форму расистських, сексистських і класистських тверджень. Однак ця позиція може існувати і незалежно від таких видів нетерпимості, а в деяких країнах навіть мати щонайменше напівофіційний характер. З точки зору соціальної психології, звинувачення жертви — це наслідок віри в справедливий світ.
У рамках віктимології звинувачення жертви є методологічною передумовою позитивістського підходу, прийнятого в тому числі в пострадянській віктимології. У зарубіжній віктимології цьому підходу протистоїть підхід, заснований на захисті жертви.

## Концепція звинувачення жертви
З точки зору соціальної психології, звинувачення жертви засноване на так званій вірі в справедливий світ — когнітивному упередженні, при якому людина вірить у те, що будь-яка дія викликає закономірні й передбачувані наслідки. Для такої людини нестерпна думка про те, що нещастя може статися з будь-ким абсолютно незаслужено. Як показав першовідкривач феномена віри в справедливий світ Мелвін Лернер, щоб уникнути визнання помилковості своїх уявлень про справедливий устрій світу, люди реінтерпретують несправедливу подію, пов'язуючи її з поведінкою або характером, невдалих обставин, в яких опинилась жертва, і таким чином звинувачують і принижують її.

## Повторна віктимізація
Повторна віктимізація — це ретравматизація постраждалих від сексуального або іншого насильства, що виражається в реакції окремих людей чи інститутів на першу подію. Пряме звинувачення постражалих, недоречна поведінка є формою повторної віктимізації..
Жертви зґвалтувань, жінки або чоловіки, особливо стигматизуються у східних та африканських культурах з жорсткими звичаями і табу стосовно сексу і сексуальності. Наприклад, суспільство може розглядати жертву зґвалтування (особливо якщо до цього вона була незайманою) як «зіпсовану». У таких культурах повторна віктимізація може приймати форми суспільного відкидання, ізоляції або навіть інституційного покарання жертви, наприклад, заборони на шлюб, примусового розлучення (у випадку, якщо жертва була в шлюбі) або вбивства.

## Історія поняття
Термін «звинувачення жертви» (victim blaming) вперше використав Вільям Райан в однойменній книзі (Blaming the Victim), опублікованій в 1971 році. Райан описує звинувачення жертви як ідеологію, яка застосовується для виправдання расизму та соціальної несправедливості щодо чорношкірого населення США. Книга була написана як реакція на книгу Патріка Мойнігана «Негритянська сім'я: за втручання держави» (The Negro Family: The Case for National Action), що вийшла в 1965 році і відома в США як «звіт Мойнігана» (the Moynihan Report).
Мойніган вважав безпосередньою причиною важкого становища афроамериканців сімейну структуру з переважно або постійно відсутнім батьком і матір'ю, яка залежить від державної підтримки у забезпеченні дітей харчуванням, одягом і медичною допомогою. На думку Мойнігана, щоб змінити ситуацію, потрібні державні заходи зі зміцнення нуклеарної сім'ї серед чорношкірого населення. На думку Райана, теорії Мойнігана були спробами применшити роль соціально-структурних чинників в існуванні бідності та покласти відповідальність на самих бідних, їх поведінку і культурні патерни. Книгу Райана називають «нищівною критикою ментальності, яка звинувачує бідних в їх бідності, а слабких — в їх слабкості».
Хоча саме Райан популяризував термін «звинувачення жертви», саме явище добре відоме в людській психології та історії. Зокрема, безліч прикладів звинувачення жертви можна знайти в Старому Заповіті, де трагедії і катастрофи виправдовуються попередньою поведінкою і гріхами жертв.
У 1947 році Теодор Адорно описав явище, яке пізніше було названо звинуваченням жертви, як «одне з найзгубніших властивостей фашистського характеру». Трохи пізніше Адорно і його колеги по дослідницькій групі Берклі розробили свою знамениту F-шкалу (де F означає «фашизм»), яка включала серед інших фашистських рис «презирство до всього дискримінованого або слабкого». Після Адорно деякі інші автори також відносили звинувачення жертви до типових фашистських рис.

## Перекладання відповідальності на постраждалих і фемінізм
Інтенцію захисту злочинця і покладання часткової відповідальності за злочин на постраждалих можна виявити вже в перших роботах з інтеракціоністської, або позитивістської віктимології, наприклад, у класичній роботі Б. Мендельсона «Нова гілка біо-психо-соціальної науки: віктимологія» (1956). Проте з 1971 року даний підхід було розкритиковано  феміністськими організаціями. Найпослідовнішу критику застосування віктимологічних термінів для звинувачення жертви висловлювали феміністські дослідниці та дослідники — в першу чергу, щодо жертв гендерного насильства.
У 1971 році віктимолог-позитивіст Менахем Амір опублікував своє дослідження про зґвалтування «Паттерни у зґвалтуваннях із застосуванням фізичної сили» (Patterns in Forcible Rape), в якому висунув поняття «зґвалтування, спровоковане жертвою» (victim-precipitated rape). Згідно з визначенням Аміра, «провокацію» можна виявити у випадках, коли жертва, з точки зору ґвалтівника, дала неявну згоду на секс або дозволила помістити себе в небезпечну або вразливу ситуацію. 
Зокрема, дослідник запропонував відносити до «провокацій» вживання алкоголю, згоду сісти в машину незнайомого чоловіка, згоду на ту чи іншу форму сексуальної взаємодії, а також недостатньо рішучий опір насильникові. Амір вирішив, що «так чи інакше, жертва завжди є причиною злочину».
З критикою роботи Аміра з феміністських позицій виступила Памела Лейкс Вуд. У статті, опублікованій в American Criminal Law Review, вона відзначає, що єдина можливість для жінки-жертви уникнути звинувачень — це жити в постійному страху, що кожен чоловік може виявитися гвалтівником. Схожі заперечення були висловлені Куртом Вайсом та Сандрою Борхес, що заявили, що із запропонованої Аміром концепції зґвалтування в дійсності випливає, що «єдиний потрібний інгредієнт для зґвалтування, спровокованого жертвою, — це уява ґвалтівника».
Як зазначає кримінолог і президент Світової віктимологічної спільноти Ян ван Дейк, узагальнюючи роботи феміністських дослідниць, уявлення про те, що жертви домашнього та сексуального насильства «провокують» чоловіків на вчинення насильства, тобто, ніби, заслуговують своєї віктимізації, належить до патріархального менталітету, який в дійсності і лежить в основі таких злочинів. Обговорення ролі жертви у скоєному щодо неї насильстві відволікає увагу від структурних причин насильства над жінками. Дискусії про проблему звинувачення жертви допомогли фахівцям з гендерних досліджень підвищити чутливість дослідників до нерівного розподілу влади в цілому і гендерній нерівності зокрема.

## Хода "шльондр" у Канаді
У 2011 року в канадському телевізійному каналі поліцейський Майкл Санґвінетті висловився, що "жінкам не слід вдягатися як повії" для запобігання сексуальному насильству, в контексті, що жінка була вдягнена у спідницю,  Після чого, на вулиці Торонто вийшли жінки різного віку, професії, статусу. На плакатах цих жінок були написи: 
«Які причини зґвалтувань? Звабливий одяг? Флірт? Дівчата напідпитку? Ґвалтівники!», "Моє вбрання не моя згода", "Ми не шльондри", "Віриш чи ні, моя коротка спідниця тебе не стосується"
Подібні акції протесту жінок згодом поширилися на інших континентах світу.